# Джон Макшейн
Джон Макшейн (англ. John McShain; нар. 21 грудня 1896 — пом. 9 вересня 1989) — американський будівельник-підрядник. Відомий як «людина, яка збудувала Вашингтон». Народився у Філадельфії, штат Пенсильванія, син ірландських емігрантів, МакШейн закінчив підготовчу школу Святого Йосипа у 1918 році, після чого кілька років навчався у середній школі коледжу Ла-Салль. Пізніше він закінчив Університет Ла-Салль, отримавши ступінь бакалавра. 

## Ранні роки
Народився у Філадельфії, штат Пенсільванія. Син ірландських іммігрантів. 1918 року Джон Макшейн закінчив школу Святого Йосипа після чого навчався у вищій школі «Ла Саль» протягом декількох років. Його батько заснував успішну будівельну компанію, яку Джон був змушений очолити у віці двадцяти одного року, після смерті батька 1919 року.

## Діяльність
Під його керівництвом компанія стала одною з провідних у Сполучених Штатах. З 1930-х до 1960 -х років, компанія Макшейна працювала на більш ніж ста будівель у Вашингтоні, округ Колумбія. Зокрема, компанія побудувала або була генеральним підрядником в будівництві ряду знакових будівель для різних структур включаючи: Пентагон, Меморіал Джефферсона, Центр виконавських мистецтв, прибудову до Бібліотеки Конгресу, Вашингтонський національний аеропорт, а також в період з 1950 по 1951 рік реконструювали Білий дім.

## Ірландія
1927 року Джон Макшейн одружився з Мері Хорстман (1907—1998). Протягом багатьох років Макшейни почали відвідувати Ірландію, а в 1956 придбали будинок разом з 25 000 акрами землі в Кілларні (графство Керрі). Він і його дружина відремонтували будівлю і перейменували її в «Дім Кілларі». П'ять років по тому, пан Макшейн продає будинок і велику частину майна Ірландії за ціною значно нижчою до ринкової вартості в той час. Будучи впевненим, що будинок і майно будуть включені в Національний парк Кілларні. Макшейн помер в 1989 році і місіс Макшейн не жила в будинку до своєї смерті в 1998 році. Будучи порожньою протягом декількох років, будівля впала у занепад. У липні 2011 року Лев Варадкар, ірландський міністр транспорту, туризму та спорту, оголосив оплату 7 млн євро у разі відновлення садиби.